# Assens (Mariagerfjord Kommune)
 For alternative betydninger, se Assens (flertydig). (Se også artikler, som begynder med Assens)
Assens er en by ved Mariager Fjord med 1.415 indbyggere  (2024), beliggende i Kronjylland. Assens ligger i Mariagerfjord Kommune og hører til den sydlige del af Region Nordjylland. Byen var i 1900-tallet centrum for råstofudvinding og industri.

## Historie
Der har længe været gravet kridt i området ved Assens og Mariager. Noget af kridtet blev brugt i Christian 4.s bygninger. I 1873 grundlagdes ved Assens Danmarks første cementfabrik, Cimbria, og siden kom cementfabrikken Dania (1887) og Kongsdal (1907) til. Cementproduktionen prægede området i 100 år, indtil Dania som den sidste af fabrikkerne indstillede cementproduktionen i 1975. I en periode hed byens telefoncentral Cementcentralen. (Dette navn for at undgå forveksling med Assens telefoncentral på Fyn).
Assens befolkningsudvikling: i 1901 1.283 indbyggere, i 1906 1.217, i 1911 1.303, i 1916 1.313, i 1921 1.402, i 1925 1.553, i 1930 1.559, i 1935 1.599, i 1940 1.505, i 1945 1.264, i 1950 1.324, i 1955 1.319, i 1960 1.236 indbyggere og i 1965 1.266 indbyggere. I 1930, da byen havde 1,559 indbyggere, var sammensætningen efter erhverv: 130 levede af landbrug, 1.108 af industri og håndværk, 88 af handel, 52 af transport, 42 af immateriel virksomhed, 70 af husgerning, 105 var ude af erhverv og 14 havde ikke angivet oplysninger.
I tilknytning til byen ligger Assens Kirke.

## Industriby
Midt i 1960'erne påbegyndte Dansk Salt inddampning af salt på en nybygget fabrik i Assens, der siden har været en af egnens største industriarbejdspladser. Saltet hentes som brine (vandig opløsning med højt saltindhold) gennem en ca. 30 km lang rørledning fra en saltdiapir i undergrunden sydvest for Hobro til fabrikken ved Assens. I dag bruges naturgas til inddampningen, der samtidig gennem produktionsselskabet Maricogen leverer el som et biprodukt – i en størrelsesorden, der kan oplyse alle husstande i Randers. Dansk Salt var oprindeligt et I/S ejet med lige parter af den danske stat og den nederlandske Akzo-koncern, men blev i privatiseringsbølgen solgt, så den nu er en integreret del af koncernen Akzo Nobel.
Den tredje store industri i Assens blev grundlagt kort tid efter Dansk Salt, da fabrikken Nordisk Pladerør, senere Nordfab, indledte produktionen af ventilations- og udsugningssystemer.
Forfatteren Hans Kirk, der kom fra byen- og handelspladsen Hadsund i nærheden, har i litterær form skildret overgangen fra bondesamfund til arbejderby. Stednavne som Cimbria, Kongsdal og Dania minder om industriperioden, og i det meste af 1900-tallet kunne modsætningen mellem arbejder- og bondesamfundet ses fysisk i byen, idet de to grupper havde hver sin brugsforening, der lå hjørne om hjørne midt i byen: Assens Brugsforening (der fortsat eksisterer) og Brugsen Jyden.
Cementfabrikken Dania har skænket byen kirke og kirkegård. Kirken blev bygget som kapel i 1923. I 1931 blev kirken filialkirke til Falslev Kirke.